# 1792 au Canada
Pour un article plus général, voir Chronologie du Canada.
Cet article traite des événements qui se sont produits durant l'année 1792 au Canada.

## Événements

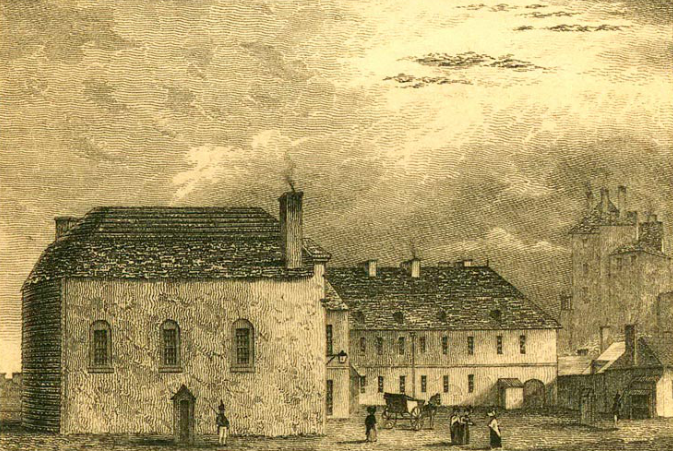
Le Palais épiscopal de Québec sert de premier Parlement du Bas-Canada

- 11 juin-27 juin : premières élections de l’histoire des Québécois[1].
- 27 juin : Le prince Édouard-Auguste de Kent intervient dans une émeute à Charlesbourg opposant anglais et canadiens français à la clôture de la première élection. Il est le premier à utiliser le terme canadien/canadian pour désigner les deux peuples français et anglais au Canada[2].
- Août : Élection de la première législature du Haut-Canada.
- 17 septembre : les députés élus à la 1er Parlement du Haut-Canada.
- 10 octobre : Alexander Mackenzie quitte Fort Chipewyan dans le but de rejoindre l'Océan Pacifique. Le premier novembre, lui et ses hommes bâtissent un camp qui devint Fort Fork. Ils vont passer l'hiver à cet endroit.
- 17 décembre : ouverture de première séance de la Chambre d'assemblée du Bas-Canada, après avoir été reportée quatre fois[1]. Il utilise dès lors le Gentilhomme huissier de la verge noire pour la cérémonie d'ouverture.
- 18 décembre : Jean Antoine Panet est élu président de la Chambre d’assemblée du Bas-Canada à 28 voix contre 18. Quand on le nomme juge de la Cour des Plaidoyers communs le 28 janvier 1794, Michel-Eustache-Gaspard-Alain Chartier de Lotbinière lui succède.
- 1192 loyalistes noirs de la Nouvelle-Écosse émigre au Sierra Leone en Afrique par l'entremise de la Sierra Leone Company.

### Côtes du Pacifique

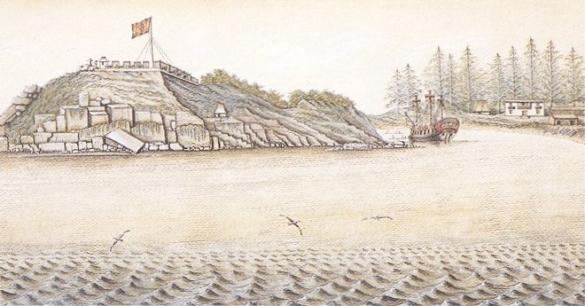
Fort espagnol de San Miguel à la Baie de Nootka

- George Vancouver explore le Détroit de Juan de Fuca et se rend à la Baie Burrard où une ville devait porter son nom. Il se rend plus tard à la Baie de Nootka pour rencontrer les espagnols. Il rencontra Juan Francisco de la Bodega y Quadra. Ils ne prirent pas de décision quant à l'avenir de la présence britannique ou espagnol en ces lieux.

## Naissances
- 9 février : Thomas Cooke, évêque de Trois-Rivières.
- 29 août : James William Johnston, premier ministre de la Nouvelle-Écosse.
- 11 novembre : Amable Gauthier, artisan.
- George Gurnett, maire de Toronto.

## Décès

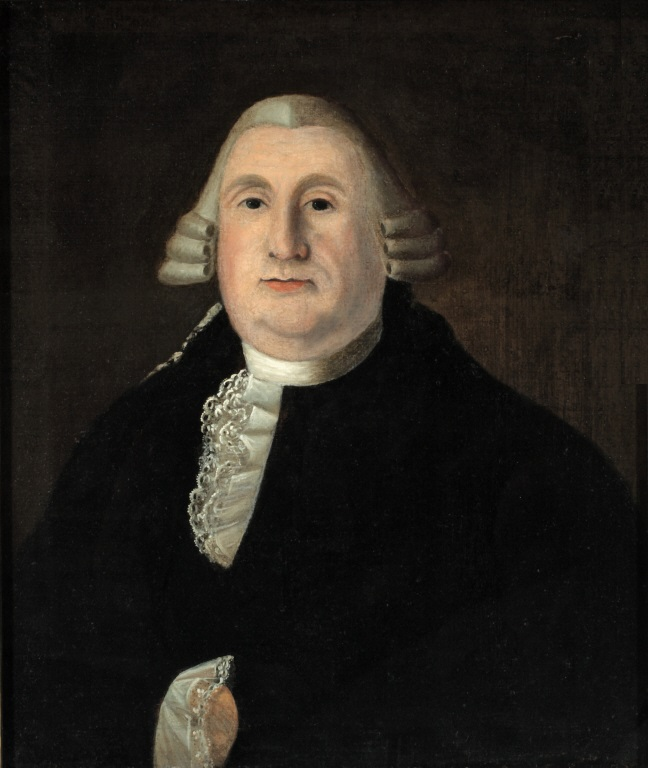
René-Ovide Hertel de Rouville

- 6 juin : Marguerite-Thérèse Lemoine Despins (en), mère supérieure des sœurs de la charité de Montréal.
- 12 août : René-Ovide Hertel de Rouville, juge.
- 31 octobre : François-Antoine Larocque, politicien.
- Novembre : Samuel Hearne, explorateur.
- 1 décembre : Angélique des Méloizes, dame de la noblesse en Nouvelle-France.
- 11 décembre : Jean-Nicolas Desandrouins, ingénieur militaire.
- Thomas Peters (chef loyaliste noir) (en).